# شكل معقول
يشير الشكل المعقول في الفلسفة إلى الشكل الذي يمكن إدراكه بالعقل، على عكس الإدراك الحسي. وفقًا لفلاسفة العصور القديمة والعصور الوسطى، فإن الأشكال المعقولة هي الأشياء التي نفهم بها. هذه هي الأجناس والأنواع. الأجناس والأنواع هي مفاهيم مجردة، وليست أشياء ملموسة. على سبيل المثال، "الحيوان" و"الإنسان" و"الحصان" هي مصطلحات عامة لا تشير إلى أي فرد معين في العالم الطبيعي. فقط الحيوانات والرجال والخيول المحددة موجودة في الواقع.